# Cyphochlaena
Cyphochlaena (synoniem: Boivinella) is een geslacht uit de grassenfamilie (Poaceae). De soorten van dit geslacht komen voor in Madagaskar.

## Soorten
Van het geslacht zijn de volgende soorten bekend: 
- Cyphochlaena madagascariensis
- Cyphochlaena sclerioides